# 丹伯里 (愛荷華州)
丹伯里（英語：Danbury）是一個位於美國愛荷華州伍德伯里縣的城市。

## 地理
丹伯里的座標為42°14′10″N 95°43′18″W / 42.23611°N 95.72167°W，而該地的平均海拔高度為354米（即1161英尺）。

## 人口
根據2010年美國人口普查的數據，丹伯里的面積為1.06平方千米，當中陸地面積為1.06平方千米，而水域面積為0.00平方千米。當地共有人口348人，而人口密度為每平方千米328人。